# Camponotus batesii
Camponotus batesii es una especie de hormiga del género Camponotus, tribu Camponotini. Fue descrita científicamente por Forel en 1895.
Se distribuye por Madagascar. Se ha encontrado a elevaciones de hasta 1068 metros. Vive en microhábitats como troncos podridos y el forraje.